# Barret-de-Lioure
Barret-de-Lioure este o comună în departamentul Drôme din sud-estul Franței. În 2009 avea o populație de 76 de locuitori.

## Evoluția populației
| An        | 1975 | 1982 | 1990 | 1999 | 2006 | 2009 |
| --------- | ---- | ---- | ---- | ---- | ---- | ---- |
| Populație | 34   | 43   | 42   | 47   | 71   | 76   |